# Чит в онлайн іграх
Чити в онлайн іграх — це несанкціонована розробником гри діяльність, яка змінює поведінку гравця, шляхом застосування спеціально створених або модифікованих програм або обладнання в онлайн-іграх, щоб дати одному гравцю перевагу над іншими. В залежності від гри, різні види діяльності розцінюються як чіт і розцінювання цієї діяльності як читерство є справою поліції гри або є рішенням ігрової спільноти. За Гейзингом читерство визначається як дія, для якої підкорятися правилам гри не вигідно, в той час як таємно обійти їх, щоб отримати перевагу над суперником — вигідно. На відміну від читерства в особистих іграх, представляє проблему для ігрових спільнот, і боротьба з нею — важливий аспект проектування ігор. Сильний резонанс у всьому ігровому співтоваристві проблема читерства отримала багато в чому в силу небувалою поширеності чітерства на безкоштовних серверах гри Counter-Strike та інших ігор. 
По відгукам, читерство існує у більшості багатокористувацьких онлайн ігор, але це важко виміряти, оскільки адміністрація гри зазвичай не повідомляє спільноту про результати розслідування окремих випадків і бани накладають цілком раптово. Еволюція інтернету, зокрема поява даркнету може забезпечити гравців методологією, необхідною для чіту в онлайн-іграх, іноді в обмін на ігрові цінності. 

## Причини існування
Як і будь-який інший вид шахрайства, чітерство існує з єдиною метою — легко і швидко отримати те, на завоювання чого «чесним» шляхом піде у багато разів більше часу, зусиль чи грошей (причому ще неясно, чи буде бажаний результат взагалі досягнуто). Незалежно від очікуваного результату, а це може бути рекордний рахунок, час, просто перемога над суперниками — його досягнення приносить певне задоволення, і на нечесний шлях потенційних чітерів штовхає тяга до самоствердження у купі з невпевненістю в можливості (або небажанням) отримати його «чесним» шляхом. До причин можна додати і бажання прославитися, але це для читера є досяжним лише частково: при занадто близькому знайомстві з «чесними» гравцями він неминуче буде викритий.
Найчастіше появі коштів для шахрайства сприяє доступність вихідних кодів виконуваних файлів гри, яка може бути легально доступна в зв'язку з тим, що виконувані коди були відкриті розробниками, так і нелегально доступна — в зв'язку з «витоком» виконуваних кодів, коли вони були викрадені і поширені через Інтернет.

### Відмінність відінді-ігор
У іграх розрахованих на одного користувача, гравець, користуючись «нечесними» прийомами, обманює лише себе (досвідчені гравці відзначають, що занадто легка перемога не приносить задоволення), і тому читерство в них нешкідливо. Часто розробники при зневадженні застосовують шахрайські коди для тестування гри і залишають їх для гравців. Зрозуміло, розробники стежать за тим, щоб ці коди не працювали в онлайн-грі.
В онлайн-грі завжди, в тій чи іншій степені, присутнє змагання між гравцями, і досягнення високих результатів в ньому практично завжди пов'язане з великими зусиллями і тимчасовими витратами (так, на розвиток персонажа в середній MMORPG може бути витрачено від декількох місяців до декількох років). Не дивно, що можливість досягти тих самих, якщо й не найбільших, результатів «легко і швидко» сприймається «звичайними» гравцями, як несправедливість, з якою необхідно боротися всіма можливими засобами.
Найбільш важливим аргументом в боротьбі проти чітерства є наслідок наступного морального аспекту: чітерство є загрозою для ігрових спільнот. Чесних гравців обурює можливість перемагати шахрайським шляхом і, в разі відсутності ефективної протидії цьому з боку керівництва серверів, вони можуть просто залишити гру.

### Технічні причини
Другорядними причинами, за якими існує чітерство, а також багато в чому визначають ступінь його поширення, є технічні причини, що дозволяють безкарно шахраювати:
- Відсутність або недостатня розвиненість античітерських програм на сервері (з програмами потрібно боротися за допомогою програм).
- Відсутність контролю над гравцем — на власному комп'ютері гравець може робити, що завгодно.
- Відсутність явних доказів шахрайства. Якщо хто-небудь отримує високий рейтинг, то він може бути як сильним гравцем, так і чітером.
- Відсутність заходів протидії. У ряді онлайн-ігор пересічний гравець не має інструментів, які дозволяють оперативно вплинути на гравця, спійманого на чітерстві.

Шахрайство в мережевих іграх на кшталт спортивного допінгу: обидва дають нечесну перевагу одних над іншими, і від обох практично неможливо позбутися — можна тільки мінімізувати.

### Невизначеність поняття читерства
На користь читерства працює ще й те, що поняття читерство (як і багато інших понять в життєвій практиці) неможливо формально визначити, і, отже, закодувати відповідні перевірки. Стандартне визначення — «Читерство — отримання нечесного переваги в грі» — не є точним, оскільки не визначає поняття «нечесний».
Оскільки з моральної точки зору, (яка і наказує боротися з шахрайством) класифікація тієї чи іншої діяльності, як читерство, визначається цілями діяльності, а не методами, то в читерстві, як і в хакінгу, не існує однозначного поділу на «хороші» та «погані» дії. Одна й та ж дія може бути виконана, як з метою налаштування гри під себе, так і заради отримання переваги. Наприклад, прибирати ефект туману можна, як для збільшення швидкодії гри, так і з метою побачити суперників на більшій відстані. Тобто дії гравця як читу можна класифікувати лише з якоюсь ймовірністю. Це можуть бути дії, що пов'язані зі змінами налаштувань управління і графіки («білі» методи), а може бути явним шахрайством, наприклад, використання багів («чорні» методи).
Все, що знаходиться між ними, є «сірим». До таких, суперечливих дій відносяться:
- переналаштування драйверів;
- тонке налаштування графіки через консоль;
- скрипти, які виконують багато команд за одне натискання кнопки;
- мультоводство.

Навіть до використання помилок гри ставляться по-різному: одні помилки (наприклад, ракетні стрибки) перетворюються в стандарт (стають фічами), інші виявляються поза законом.
Вирішення цієї проблеми адміністраціями серверів повністю аналогічно відповідним діям у інших сферах життя, які піддаються формалізації: адміністратори кодифікують очевидні ситуації (явно повідомляють, що дозволено і що заборонено), а в інших застосовують прецедентне право — розбирають кожен випадок індивідуально.

## Основні типи читерства в онлайн-іграх

### Загальні для різних жанрів

#### Використання помилок гри
В цей розділ входять як явні баги, так і просто недоліки ігрової моделі.
Відомий приклад — BFG9000 в Doom. За задумом розробників, BFG, перш ніж вистрілити, він має довго заряджатися і видавати характерний звук. Гравці знайшли спосіб заглушити цей звук.
У гоночних іграх пілот може з'їхати з траси з двох причин: або він спробував зрізати поворот (за це гонщику показують чорний прапор), або просто не впорався з керуванням (в цьому випадку гонщик сам себе покарав). Для того, щоб визначити, зрізання це, або виліт, застосовуються евристики на зразок «машина на швидкості не менше X в'їхала в зону Y». Якщо на деякій трасі зона чорних прапорів розташована не дуже вдало, то може статися, що зрізання повороту пройде безкарно.
Деякі помилки ігрової механіки стали стандартом (наприклад, ракетні стрибки в Quake).
На змаганнях помилки гри «виправляються» посиленим спортивним регламентом. Наприклад:
- Змагання по швидкому колі в іграх серії Grand Prix: допускаються тільки ті повтори, в яких машина жодного разу не виходила за межі траси. Зазвичай застосовується правило «в будь-який момент часу хоча б два колеса повинні знаходитися на трасі; трасою вважається асфальтове полотно і поребрик». Зрозуміло, що ця методика непридатна навіть для коротких гонок.
- В DotA один сильний герой може серйозно змінити баланс сил. Тому на змаганнях категорично заборонено передавати артефакти (за винятком деяких дешевих) іншим гравцям. Згодом можливість використовувати чужі речі стала блокуватися самою грою.

Окремий випадок використання недоліків гри — використання її поведінки при пропажі зв'язку, якщо від факту відключення залежить результат змагання. У більшості сучасних ігор ця проблема вирішена: змагання організовано так, що будь-який з гравців, відключенням, шкодить лише собі і своїй команді (в важливих же змаганнях призначається перегравання).

#### Обман, змова і шпигунство
Ці види шахрайства виходять за рамки ігрового процесу і зовсім нічим не відрізняються від аналогічних дій в інших сферах життя. Приклади:
- Один гравець може навмисно програвати іншому в шахи, щоб підвищити рейтинг напарника (знизивши при цьому свій).
- Спостерігач, який розглядає рівень в режимі вільного польоту, може підказувати напарникам положення суперників.
- У грі, де можна вільно вибирати сторону, кілька дуже сильних гравців йдуть в одну команду, не даючи супротивникам жодного шансу виграти. Подібна тактика спрямована проти спільної мети більшості членів команди на публічному сервері — «побігати, постріляти» і отримати задоволення (передбачається, що згаданих сильних гравців меншість), і саме тому сприймається ними як нечесна.
- У стратегіях в реальному часі набір учасників під час ходу гри, як правило, неможливий. Тому хтось може покинути гру, послабивши команду.
- «Стримінг» — гравець в матчі може підслухати трансляцію цього матчу і зробити нечесні дії. Для протидії цьому в онлайн-трансляціях часто застосовують затримку.

Деякі способи обману:
- фішинг;
- провокування гравця зробити небезпечну дію на своєму комп'ютері (наприклад, натиснути Alt+F4 або ввести команду unbindall).

Ті, з даних способів, яким можна запобігти технічними засобами (огляд карти третіми особами, «накрутка» рейтингу), запобігаються або робляться неефективними. Інші ж, можливо відстежувати і запобігати тільки позаігровими засобами — наприклад, за допомогою адміністраторів сервера (для цього в гру вбудовують можливість «збору доказів» — скріншотів, логів, демо-роликів) або просто вибором надійних партнерів.

#### Симуляція високого рівня
Допомагає в іграх з моделлю зв'язку «рівний з рівним».
Вихідні пакети отримують тимчасову мітку на 0,1-0,2 секунди раніше, ніж вони реально вийшли. З точки зору часу в середині гри, шахрай передбачає дії суперників. З боку це виглядає так: гра затримується на короткий час (як ніби у супротивника з'явилися затримки зв'язку); коли затримка проходить, ваш персонаж вже вбитий.
Є лише два способи боротися з цим: заносити подібних «лаггерів» в чорні списки і перевіряти програму на чити. Існують протоколи, спеціально розраховані на боротьбу зі штучними затримками пакетів, але їх недолік — істотне уповільнення гри в критичні моменти.
У деяких FPS-іграх при грі онлайн, наприклад, в Quake, можна часто бачити різні пінги гравців, ця різниця позначається на точності стрільби. Гравець, у якого менше пінг, отримує перевагу, однак, гравець з меншим пінгом не є читером. Існують програми, що штучно збільшують затримки, тому гравець може збільшити пінг і грати на рівних умовах. Проте, багато хто відмовляється ставити затримки, мотивуючи це тим, що «не винні в тому, що у інших гравців поганий інтернет». Таким чином, падає змагальна складова і гра вважається некоректною, що викликає багато неприємних емоцій. Але слід зазначити, що пінг безпосередньо залежить від провайдера гравця, так само як і кількість FPS — від потужності комп'ютера. Тому він не зобов'язаний штучно підвищувати свій пінг тільки через те, що у суперників інтернет гірший, подібно до того, як ніхто не зобов'язаний ставити на свій комп'ютер гіршу відеокарту через те, що машини суперників не видають прийнятне число FPS.
Гравці з поганим інтернетом називають гравців, які відмовляються ставити затримки, «пінгчитерамі».

### У шутерах

#### Демаскування

##### Wallhacking
Wallhacking або WallHack дозволяє гравцеві бачити крізь тверді або непрозорих об'єктів і/або маніпулювати, чи навіть видаляти текстури, щоб заздалегідь знати, коли супротивник збирається прийти через той або інший прохід. Такий ефект можна досягти шляхом створення прозорих текстур, або модифікації ігрових карт для вставки багатокутного отвору, в тверду стіну.
Wallhacking спирається на той факт, що сервер FPS зазвичай посилає сиру, позиційну інформацію для всіх гравців у грі, і залишає її для клієнта в 3D візуалізації, щоб приховати супротивників за стінами. Wallhacking використовується ширше, ніж Aimbot, оскільки він забезпечує майже непомітне пересування, що також набагато надійніше, бо ви будете знати, де знаходиться супротивник.
ASUS випустила каркасні дисплеї водіїв у 2001 році, що дозволило гравцям використовувати wallhack, оголосивши параметри як «спеціальну зброю», що користувачі можуть використовувати в багатокористувацьких іграх. В опитуванні Асоціації онлайн-ігор, 90 % її членів були проти усунення водіїв.

##### Мап-хак
Мап-хак — це загальний термін, який відноситься до способу, або сторонніх програм, що дозволяє користувачеві бачити більшу кількість рівнів, ніж передбачалося розробником. Мапхакером є користувач, який свідомо користується таким способом проходження гри, або використовує програму в контексті відповідної гри.
Загальним аспектом стратегічної гри в режимі реального часу, є часткове обмеження гравця або повна нездатність бачити за межами діапазону видимості окремих ігрових об'єктів (як правило, виробів та конструкцій); ця концепція контролюється механізмом, відомим як туман війни. Мап-хакінг зазвичай дозволяє користувачеві обходити цей механізм, або повністю видалити його, шляхом розміщення об'єктів в тумані, які зазвичай не були видимі. У багатокористувацьких режимах, це надає явну перевагу проти інших гравців. Перевага може бути значною для середніх стратегій у реальному часі, які покладаються на камінь-ножиці-папір, механізм, щоб збалансувати окремі об'єкти, різні: сильні і слабкі сторони.

##### Екстрасенсорні здібності
Екстрасенсорні здібності в відеоіграх відображають контекстну інформацію, таку як здоров'я, ім'я, устаткування, положення та / або орієнтація інших учасників гри, які зазвичай приховані від інших гравців. Це може бути виконано шляхом читання пам'яті програми зовнішньою програмою, або за допомогою перехоплення і декодування пакетів. Вони подорожують між клієнтом і сервером. Перевага такого чита в тому, що це дозволить користувачеві отримати повну інформацію про своїх опонентів, дозволяючи вирішити на вибір або уникнення менш або більш небезпечних супротивників відповідно. Це надзвичайно важко виявити і довести, але, безумовно, вважається шахрайством.

##### Extrasensory perception— щоб отримати додаткову інформацію про суперників
Extrasensory perception («надчутливе сприйняття») виводить будь-яку інформацію, приховану грою (імена, наявне зброю, «свій / чужий», прогрес перезаряджання зброї). BoxESP просто виділяє гравців в темряві і за стінами, малюючи на них квадрат. В іграх з реалістичною балістикою важливо відстань до цілі в метрах і т. д.

##### Chamhack, lambert, no smoke, no flash— поліпшення видимості
Якщо в грі важливу роль відіграє обмежена видимість або камуфляжне забарвлення (як, наприклад, в шутерах військової тематики, на зразок Battlefield 1942), освітлення можна підсилити, туман відключити, а камуфляж перефарбувати в яскраві кольори.
Чити no smoke і no flash прибирають ефект відповідних гранат. Чит white walls імітує відповідну команду Counter-Strike (в останніх версіях прибрано).

##### Anti-screenshot— захист від скріншотів
Адміністратори серверів, щоб упевнитися в тому, що гравець — читер, роблять знімки екрана. Є два види анти-скрін:
- White screenshot — повертає чистий знімок (тобто без Wallhack, ESP (Extrasensory perception) і т. д.).
- Black screenshot — пошкоджує знімок або замінює на будь-яку картинку.

#### Чити, що дають понад-здібності
Якщо демаскуючі чити лише пасивно дають інформацію про суперників, то дана категорія читів активно втручається в ігровий процес, допомагаючи читеру в грі.

##### No recoil
Повністю прибирає віддачу у будь-якої вогнепальної зброї, і тим самим всі кулі, що випускаються зі зброї летять рівно по лінії.

##### Aimbots and triggerbots
Aimbot (іноді званий «автомета») — є одним з видів комп'ютерного бота, використовуваного в багатокористувацькому шутері від першої особи. Найбільш поширеним у шутері від першої особи, є мод TriggerBot, який стріляє автоматично, коли супротивник з'являється в полі-огляду .
Aimbotting спирається на той факт, що клієнтський комп'ютер кожного гравця отримує інформацію про всіх інших гравців: видно супротивників з позиції гравця на ігровому полі чи ні. Орієнтація є просто питанням визначення місця розташування будь-якого супротивника по відношенню до місця гравця і наводить зброю гравця на ціль. Таргетинг працює незалежно від того, противник за стінами або занадто далеко, щоб побачити безпосередньо. Гра дозволяє кулі проникнути через поверхню зі зниженими пошкодженнями. Код можна маніпулювати так, щоб кулі проникали через нескінченну кількість матеріалу і ушкодження будуть не скориговані, щоб гарантовано вбити супротивника. Це серйозно збільшує несправедливу перевагу Aimbot. Деякі еймботи також використовують стратегію «ви вистрілили першим»: вони будуть знати, де ви знаходитеся і почнуть стріляти в вас.
Деякі сервери дозволяють неактивним глядачем, спостерігати за грою з погляду активних гравців. Якщо хтось грає за допомогою таргетингу Aimbot, то це буде абсолютно очевидно для глядача як неприродною точне відстеження положення. Деякі еймботи намагаються приховати цей очевидний вибір цільової цілі за допомогою методу, званого «Тиха Мета», який в основному використовується в Call Of Duty. При використанні цього методу, еймботи можуть вбити ворогів, непомітно. Деякі еймботи і triggerbots є кричущим, в той час як інші намагаються приховати від глядачів те, що вони в даний час використовують чит, через ряд методів, таких як затримки стрільби, щоб приховати той факт, що стріляє, коли противник знаходиться на мушці. Деякі програми Triggerbot можна легко включати і вимикати за допомогою миші або клавіатури.

##### Штучні лаги
В ігровій моделі однорангова мережа відставання — це те, що відбувається, коли потік даних між одним або більше гравців сповільнюється або переривається, внаслідок чого рух заїкаїться і противники починають з'являтися хаотично. За допомогою перемикача затримки, гравець може зірвати завантаження від клієнта до сервера. Метою є отримати перевагу над іншим гравцем без зворотньо-поступального руху. Противники уповільнюються або зупиняють рух, що дозволяє користувачеві за допомогою перемикача відставання легко перехитрити їх. З погляду суперника, гравець, з використанням пристрою може телепортуватись, ставати невидимим або непереможними, в той час як противники переносять затримки анімації.
Термін «перемикач відставання» охоплює багато методів, порушуючи мережевий зв'язок між клієнтом і його сервером. Один із способів досягається шляхом приєднання фізичного пристрою, званого «лаг перемикач». Дизайнери ігрової консолі почали впроваджувати захист від перемикачів запізнювання у вигляді детекторів напруги, які виявляють зміни в напрузі, коли перемикач клацнули. Деякі виробники зробили контрзаходи, щоб обійти або обдурити сповіщувача. Це також може бути досягнуто шляхом простого від'єднання Інтернет кабелю, що йде до клієнта, в результаті чого порушення в зв'язку Інтернет-гравця. Інші методи, називаються програмним забезпеченням або бездротовим перемикачем, пов'язані з використанням комп'ютерних програм. У цьому методі, шахрай запускає додаток на комп'ютер, підключений до тієї ж мережі, що і клієнт. Додаток порушує зв'язок між клієнтом і сервером. Тим не менше, ніхто не може зробити це протягом необмеженої кількості часу.

##### Дивитися вперед
«Дивитися вперед» є методом обману в багатокористувацьких іграх, де обман клієнта набуває несправедливу перевагу, затримуючи свої дії, щоб побачити, що роблять інші гравці, перш ніж оголосити свою власну дію.
Клієнт може обдурити за допомогою цього методу, діючи так, як ніби він страждає від високої латентності. Часткове вирішення є Lockstep протокол.

##### Перевезення
Перевезення дозволяють шахраю видалити інгібітори гри. Вони включають в себе пістолет віддачі, кулю поширення і візуальні ефекти. Такі переїзди можуть значно підвищити точність стрільби користувача, але можуть бути помітними для інших гравців. Перевезення також може складатися з видалення флеш окликових ефектів, які зазвичай роблять екран користувача яскраво-білим і відключають звук. Користувач може продовжувати гру без втрати аудіовізуальної інформації. Дим, небо, руки, земля, двері і багато інших елементів, також видаляються для того, щоб обдурити.

##### Burstfire— підвищення темпу стрільби
Дозволяє швидко стріляти з напівавтоматичної зброї, наприклад, з пістолетів.

##### Кинджал
Дозволяє завдавати шкоди холодною зброєю і зброєю ближнього бою в межах видимості. В поєднанні з burstfire створює зону смертності, потрапивши в яку гравці вмирають миттєво. Читер на точці респауна не дозволить гравцям відійти далеко від старту.

##### Антіреспаун
Модифікація коду гри, що дозволяє: або відключити час невразливості на старті, або обходити його. З burstfire можна вбивати гравців відразу після воскресіння.

##### Norecoil, nospread— антивіддача і антирозкидання
Дуже близькі один до одного поняття. Спочатку з'явився чит norecoil. Він компенсував віддачу від пострілу по вертикалі — тобто, при пострілі, дуло зброї веде вгору. Чит коригує положення прицілу після кожного пострілу, опускаючи його вниз. Так знижується розкид по вертикалі.
Трохи пізніше з'явився чит nospread. Він робить те ж саме, що і norecoil, але по горизонталі. Тобто він прораховує відхилення кулі по горизонталі в наступний постріл і компенсує його рухом прицілу в протилежну сторону. Сучасні aimbot (а nospread і norecoil використовуються здебільшого саме в парі з автонаведення) компенсують розкид і по вертикалі, і по горизонталі. Мінусом таких читів є те, що ці неприродні ривки прицілу помітні спостерігачеві за чітера — таким чином виникає «сіпання» прицілу є одним з ознак використання читів, за що читера і банять.

##### Comrade bot— товариш робот
На комп'ютері гравця створюється віртуальний проксі-сервер, до якого підключаються до 3 гравців-ботів. Особливо ефективний при киданні гранат і кулеметних чергах. Можна також залишити себе в затишному місці, а ботом відправитися на розвідку.

### У стратегіях реального часу
Чити можна розділити на ті, які змінюють онлайн-трафік (використання багів) і не змінюють, а лише змінюють відображення існуючої інформації на клієнті (мап-хак). Інші можна виявити тільки антихак програмою на стороні кліента.

#### Maphack
Гравцеві відкривається вся карта, аналогічно читу в одинарній грі. Визначити можна або програмою-антихаком у клієнта, або іноді видає поведінки гравця (занадто швидка реакція на речі, які б він не міг знати).
Рідний хак — повідомлення, коли у супротивника з'явився певний юніт / будівля / апгрейд, перегляд його кількості грошей / юнітів.

### У MMORPG

#### Дублювання / генерація предметів
Один з видів експлуатації помилок гри. Хакери постійно шукають «дірки» в захисті гри, через які можна безкоштовно отримувати віртуальне майно.

#### Мультоводство
Мультоводство — це ситуація, коли у одного гравця виявиться трохи ігрових персонажів. Ставлення власників гри до мультоводства різне: одні забороняють його, інші роблять на ньому гроші, вимагаючи плати за кожен обліковий запис. Оскільки в більшості випадків мультоводство служить для подолання ігрових обмежень, що створюють незручності, але не зачіпають баланс сил (наприклад, в Ultima Online гравці з «поганою» репутацією не могли заходити в міста), воно ближче до «білих» методик.

#### Застосування ботів
Причиною є наявність в грі рутинних дій, логічною є думка їх автоматизувати. У MMORPG боти дозволяють виконувати ряд важливих для ігрового процесу дій набагато швидше і ефективніше, ніж це можливо без них, а значить, дають недосяжну «штатними засобами» перевага. Тому в більшості MMORPG використання ботів заборонено ліцензійною угодою і загрожує закриттям облікового запису, а автори та адміністратори застосовують різні прийоми для відстеження подібної практики.
Моральна сторона використання ботів неоднозначна: в тій частині, яка служить для автоматизації механічних дій («грінда»), це явно «біла» методика, яка вказує на недосконалість гри з точки зору гейм-дизайну (і дійсно: з розвитком онлайнових ігор розробники ввели «штатні засоби» для автоматизації багатьох дій, які в перших MMORPG доводилося робити вручну). Якщо ж автоматизуємі дії — основна частина ігрового процесу (наприклад, «прокачування» персонажа), «звичайні» гравці не зможуть змагатися з ботоводами, тобто такі боти — «легкий» шлях досягнення перемоги.

#### Позмінна гра
Повна протилежність мультоводству, позмінна гра — це коли кілька людей по черзі грають одним персонажем. По суті не відрізняється від використання ботів; відмінність у тому, що в обмін на повну невразливість проти анти-ботовських технічних засобів гравець або отримує персонажа, яким володіє лише частково, або несе істотні витрати в реальних грошах (якщо він викуповує персонажа у своїх наступників).

## Неспортивна гра

### Бустинг
Форма поліпшення свого рейтингу в таблицях ліги, є найбільш поширеним видом в 1 VS 1 бойових іграх, таких як Street Fighter IV і Tekken. Гравці будуть створювати кілька облікових записів і грати один проти одного. Основний аккаунт отримає легку перемогу через відсутність або невеликий досвід іншого аккаунту. Основна проблема цього методу в тому, що він вимагає, принаймні дві програми, як правило, за допомогою різних ПК, IP-адрес, а також копій гри. Також є ймовірність, що інші користувачі переглянуть запис такої гри й помітять що гравець шахраював. Це також працює в MMORPG іграх, де ви можете налаштувати декілька облікових записів, а потім перемогти їх. Прикладом цього є Battledawn, де ви можете налаштувати інший обліковий запис і перемогти його, щоб збільшити ваш рахунок.
Такі гравці як правило, будуть легко ідентифіковані, оскільки вони будуть мати надзвичайно велику кількість точок по відношенню до кількості зіграних матчів. Наприклад, в «топ-рейтингу» гравець в Super Street Fighter IV має ≈35,000 PP (точок); в порівнянні, у Дайго Умехара, широко який розглядається як найкращий гравець у світі, в даний час має ≈6,500 РР.

## Протидія шахрайству
Більшість видів шахрайства є наслідками технічних або ідейних недоліків ігор: гравці можуть впливати на поведінку гри за межами передбачених ігровим процесом можливостей, в грі присутні помилки або відсутні будь-які необхідні функції тощо. З цими видами читерства борються, усуваючи їх причини, або створюючи бар'єри на шляху читера (захисту від злому, контроль активності).
- Якнайбільше важливих обчислень проводиться на сервері.

- Античитерскі методи:
  - Шифрування ігрових пакетів. Реалізується нечасто (або за допомогою ненадійного алгоритму), так як, заощадивши процесорні такти, витрачені на шифрування, можна зробити гру більш швидкою або більш красивою.
  - Контроль цілісності ігрового коду і даних. У більшості випадків застосовується при підключенні до сервера (щоб не виникло проблем, наприклад, у зв'язку з різницею версій клієнта), але необхідно також і під час роботи клієнта — дані можна підмінити в уже запущеному процесі (така перевірка застосовується не часто).
  - Контроль активності гравців (разом з грою працює програма-агент, намагається виявити «підозрілу» активність на комп'ютері користувача. Приклад — Cheating-Death. Такі програми можуть також дозволяти адміністратору приховано спостерігати за гравцем). Інша програма, мутатор AntiTCC для Unreal Tournament 2004, стежить за точністю наведення гравця на противника і може навіть відключити його від сервера, в разі виникнення підозр (наприклад, в разі різкого точного наведення або безпомилкового тривалого проходження за противником). Відомі рішення: DMW Anticheat, PunkBuster, Valve Anti-Cheat, Warden.
  - Оперативний випуск патчів до ігор: гравці без відповідного патчу не допускаються на сервер.

З видами шахрайства, що виходять за рамки ігрового процесу, а також породженими непереборними для даної гри проблемами, можна боротися лише поза-ігровими засобами — зокрема, адміністративними:
- Спостереження за «підозрілим» гравцем і / або збір доказів (приклад: повтор декількох секунд гри з боку вбивці часто дозволяє визначити, чи користувався вбивця навідником; якщо це так, можна записати демо-ролик з «видом з очей» і відправити його адміністратору). Може проводитися, як звичайними гравцями, так і адміністраторами.
- Жорсткі заходи для шахраїв. Наприклад, в іграх фірми Blizzard помічений на шахрайстві не має права заходити ні на один сервер, а в мережевих іграх на рушії Source при використанні деяких видів читів на захищених серверах система Valve Anti-Cheat блокує користувачів від гри на таких серверах. Однією з крайніх заходів впливу на чітера є блокування пакета послуг інтернет-провайдером (у разі, якщо буде доведено, що дії чітера призводять до несанкціонованої зміни налаштувань сервера і / або його ущербної роботі), тобто прирівнювання його дій до спроби злому. Драконівські заходи мають один недолік: помилково під покарання може потрапити невинний.

Для збору доказів шахрайства в гру вбудовуються відповідні кошти (зняття скріншотів, записів розмов, демо-роликів). Для важкості підробки доказів сервер може сам протоколювати, легко підробляти дані (наприклад, всі репліки персонажів, так званий податок).
У важливих змаганнях можливість для читерства зводиться до мінімуму шляхом проведення змагань в комп'ютерних клубах на обладнанні і ПЗ, що знаходиться під контролем організаторів.
У 2008 році російською групою протидії читерам були створені і викладені в інтернет три типи вірусу із загальною назвою Barrakuda (під назвами SAMP-SPY, sampmanager, 6appakyga). Вірус призначався для виведення з ладу комп'ютерів нечесних гравців, що грають на мережевих серверах гри GTA San Andreas Multiplayer (SA-MP). При запуску завантаженої з інтернету «чітеркі» на машині користувача відключалися всі відомі антивірусні програми, після чого відбувалося зараження всіх файлів з розширенням .EXE в системі, віддалялася група системних папок, відключалася відновлення системи і припинявся доступ користувача до системного реєстру, в результаті чого система Windows повністю виводилася з ладу без можливості відновлення даних. За відомостями інтернет-джерел, вірус був викачаний більше 15 тис. разів.

## Легалізація чітерства
Широке поширення і труднощі визначення фактів і поняття читерства призводять до легалізації технічного читерства (на відміну від соціального).
Легалізація проводиться наступними засобами:
- Надання гравцеві можливості помітити себе як чітера, точніше вже як гравця, легально застосовує технічні засоби. Такі гравці беруть участь в грі в своїй категорії, подібно ваговій категорії в фізичних видах боротьби. При цьому приховане застосування технічних засобів в бою зі звичайними гравцями є неприпустимим так само, як і в іграх без легалізації.
- Скасування заборони на зміну клієнтської частини гри.
- Публікація вихідних кодів клієнтської частини і API сервера.
- Створення та підтримка середовища програмування клієнтської частини і взагалі інфраструктури розробки.